# Ylem
Ylem è un termine coniato da George Gamow, Ralph Alpher e i loro colleghi negli anni 1940 per indicare un'ipotetica sostanza originaria o stato condensato della materia, che si sarebbe poi trasformata nelle particelle subatomiche e gli elementi chimici come sono note oggi. 
La parola deriverebbe da un termine filosofico obsoleto in medio inglese che Gamow trovò mentre stava scartabellando un dizionario, il quale indicherebbe qualcosa come "sostanza primordiale da cui si formò ogni altra materia", e che deriverebbe a sua volta dal termine Greco "hýlē" cioè "materia", usato anche da Aristotele per indicare la materia prima. 
Ridefinendolo, lo Ylem è la "cosa" che Gamow e associati presumevano esistesse immediatamente dopo il Big Bang. Assieme allo ylem, si assume vi fosse un gran numero di fotoni con altissima energia, che si osserva tuttora come radiazione cosmica di fondo.  